# Grenzkraftwerk
Das Wort Grenzkraftwerk ist ein Begriff aus der Elektrizitätswirtschaft, der – je nach Kontext – zwei unterschiedliche Bedeutungen haben kann.

## Grenzkraftwerk am Strommarkt
Die Preisfindung im Stromhandel orientiert sich an den Grenzkosten der Erzeugungsanlagen, da die Verkaufsgebote der Stromerzeuger in einem vereinfachten Merit-Order-Modell die Grenzkosten der Anlagen widerspiegeln. Das Kraftwerk mit den höchsten Grenzkosten und damit dem höchsten Gebot, das gerade noch zur Deckung der Nachfrage in Anspruch genommen wird, wird als Grenzkraftwerk bezeichnet. Das Grenzkraftwerk ist dann der Grenzanbieter und somit preisbestimmend.
Eine Verringerung der Nachfrage an elektrischer Energie z. B. durch Abschalten elektrischer Verbraucher oder infolge erhöhter Produktion regenerativer Stromerzeuger (vor allem Photovoltaikanlagen und Windkraftanlagen) führt daher zunächst zu einer Verringerung der Leistung des jeweiligen Grenzkraftwerks, bis dieses ggf. ganz vom Netz genommen wird. Eine Erhöhung der Nachfrage an elektrischer Energie führt entsprechend zunächst zur Erhöhung der Leistung des jeweiligen Grenzkraftwerks, bis ggf. gemäß der Merit-Order weitere Kraftwerke ans Netz gehen, die dann preisbestimmend sind.
In der Folge führt jede Änderung der Nachfrage zu einer Erhöhung bzw. Verringerung des CO2 Ausstoßes entsprechend der spezifischen CO2 Emission des jeweiligen Grenzkraftwerks.
In Deutschland arbeiten in den meisten Fällen Gaskraftwerke als Grenzkraftwerk.

## Kraftwerk an der Grenze zweier Staaten
Als Grenzkraftwerk wird zum Teil auch ein Kraftwerk bezeichnet, das auf der Grenze zwischen zwei Staaten liegt. Besonders häufig sind Grenzkraftwerke Laufwasserkraftwerke an Flüssen, die oftmals die natürlichen Grenzen zwischen zwei benachbarten Staaten bilden. Beispiele für solche Kraftwerke sind das Kraftwerk Laufenburg am Rhein (deutsch-schweizerische Grenze) und das Kraftwerk Eisernes Tor 1 an der Donau (serbisch-rumänische Grenze).